# Institut supérieur pédagogique de Bukavu
 (mars 2016).
Pour les articles homonymes, voir ISP.
L’Institut supérieur pédagogique de Bukavu (ISP) est un établissement public d’enseignement supérieur et universitaire (ESU) en république démocratique du Congo créé en 1961 et situé à Bukavu.

## Histoire
Créé le 9 octobre 1961 sous l’appellation École de régence, puis École supérieure pédagogique de Bukavu (1964) et École normale moyenne (1966), l'Institut supérieur pédagogique de Bukavu est un établissement public de l’enseignement supérieur et universitaire (Ordonnance-loi n 081-146 du 3 octobre 1981)

## Mission
L’Institut supérieur pédagogique a pour mission :
- la formation d'enseignants gradués et licenciés aux qualités morales et pédagogiques éprouvées ;
- la recherche dans le domaine de la pédagogie,
- la vulgarisation des résultats de ces recherches par la rédaction et la diffusion de manuels scolaires.

La mission traditionnelle est largement dépassée et les activités de l'institut incluent aussi :
- le CERUKI, centre de recherche pluridisciplinaire,
- plusieurs projets de recherche scientifiques et pédagogiques,
- la formation de docteurs dans diverses disciplines.

## Vocation régionale
- Support de tout le système d’enseignement à l’Est de la république démocratique du Congo mais aussi pour les pays limitrophes, Rwanda, Burundi, Ouganda et Tanzanie ;

- Formation de tous les enseignants du secondaire pour les disciplines littéraires, commerciales et scientifiques de base.

## Structure d'appui[réf.souhaitée]
- Bibliothèque centrale : plus de 25000 ouvrages
- Centre de Recherches Universitaires du Kivu (CERUKI)
- École d’Application (EDAP) : laboratoire pédagogique de l’ISP de Bukavu
- Laboratoire d’hydrobiologie appliquée (UERHA)
- Laboratoire de cartographie assistée par ordinateur
- Laboratoire d’informatique
- Laboratoire de langues
- Conseil Interuniversitaire de Bukavu (CIUB) dont le siège est à l’ISP

## Coopération Internationale

### Avant 1990
- Missions de coopération : Belgique, France, Grande-Bretagne, Allemagne, Italie, États-Unis d’Amérique

### 1990-2006
- Facultés universitaires Notre-Dame de la Paix de Namur (FUCID, UE, CUD)
- Visitings d’enseignement : M. Griffé, J. Vandenhaute, J-C. Micha, E. Feytmans, C. Duchâteau, M. Rémon, E. Depiereux, M.-F. Ronveaux, J.-P. Descy, G.Verniers, F.Orban, I. Parmentier, A. Sartenaer…
- Projets de recherche et de développement
- Bourses d’études et de stages (15)

## Anciennes et anciens élèves
- Amato Bahibazire Mirindi (1980-), homme politique congolais
- Solange Lusiku Nsimire (1972-2018), journaliste congolaise
- Tatiana Mukanire Bandalire, militante congolaise contre les violences sexuelles
- Solange Lwashiga Furaha, militante congolaise des droits humains et des droits des femmes
- Ami de Dieu Polepole William